# Buzet-sur-Baïse
Pour les articles homonymes, voir Buzet et Baïse (homonymie).
Buzet-sur-Baïse (Busèth en gascon) est une commune du Sud-Ouest de la France, située dans le département de Lot-et-Garonne (région Nouvelle-Aquitaine).
Ses habitants sont appelés les Buzéquais.

## Géographie

### Localisation
La commune se situe sur la rive gauche de la Garonne à 4 kilomètres de la confluence de la Baïse avec le fleuve, au cœur de la moyenne Garonne, région géographique du bassin aquitain définie par le géographe Pierre Deffontaines.
La commune (2 115 hectares) s'étend sur trois terroirs : la terrasse (où se trouve le village), le coteau (qui surplombe la terrasse à l'ouest et qui est soit boisé, soit planté de vignes) et la "plaine" (la vallée inondable de la Baïse et de la Garonne), à l'est.
Buzet-sur-Baïse se situe au croisement de plusieurs micro-régions géographiques : la vallée de la Garonne, l'extrémité nord des collines de Gascogne et l'extrémité est de la forêt des Landes.
Le terroir de la terrasse et du coteau est particulièrement propice à la culture de la vigne alors que les terres de la vallée sont occupées par des cultures de fruits et légumes et de céréales (maïs).

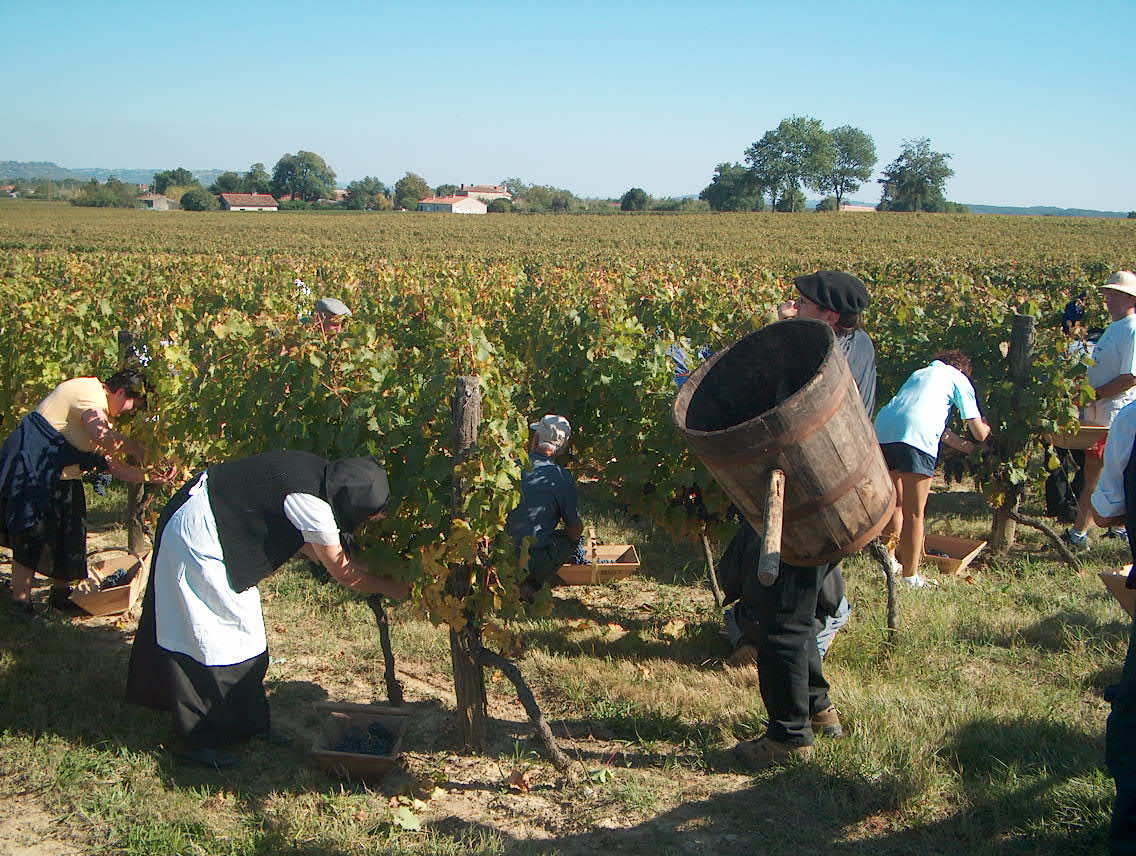
Vendanges à l'ancienne à Buzet-sur-Baïse.

### Communes limitrophes
Les communes limitrophes sont  Aiguillon, Ambrus, Damazan, Montgaillard-en-Albret, Saint-Léger, Saint-Pierre-de-Buzet, Thouars-sur-Garonne, Vianne et Xaintrailles.
| Damazan               | Saint-Léger            | Aiguillon           |
| Saint-Pierre-de-Buzet | Buzet-sur-Baïse        | Thouars-sur-Garonne |
| Ambrus, Xaintrailles  | Montgaillard-en-Albret | Vianne              |

### Climat
Pour des articles plus généraux, voir Climat de la Nouvelle-Aquitaine et Climat de Lot-et-Garonne.
Historiquement, la commune est exposée à un climat océanique aquitain.  
En 2020, Météo-France publie une typologie des climats de la France métropolitaine dans laquelle la commune est exposée à un climat océanique altéré et est dans la région climatique Aquitaine, Gascogne, caractérisée par une pluviométrie abondante au printemps, modérée en automne, un faible ensoleillement au printemps, un été chaud (19,5 °C), des vents faibles, des brouillards fréquents en automne et en hiver et des orages fréquents en été (15 à 20 jours).
Pour la période 1971-2000, la température annuelle moyenne est de 12,9 °C, avec une amplitude thermique annuelle de 15,2 °C. Le cumul annuel moyen de précipitations est de 756 mm, avec 10,2 jours de précipitations en janvier et 6,6 jours en juillet. Pour la période 1991-2020, la température moyenne annuelle observée sur la station météorologique la plus proche, située sur la commune de Nérac à 14 km à vol d'oiseau, est de 13,9 °C et le cumul annuel moyen de précipitations est de 735,7 mm,. Pour l'avenir, les paramètres climatiques de la commune estimés pour 2050 selon différents scénarios d'émission de gaz à effet de serre sont consultables sur un site dédié publié par Météo-France en novembre 2022.

## Urbanisme

### Typologie
Au 1er janvier 2024, Buzet-sur-Baïse est catégorisée commune rurale à habitat dispersé, selon la nouvelle grille communale de densité à sept niveaux définie par l'Insee en 2022.
Elle est située hors unité urbaine et hors attraction des villes,.

### Occupation des sols

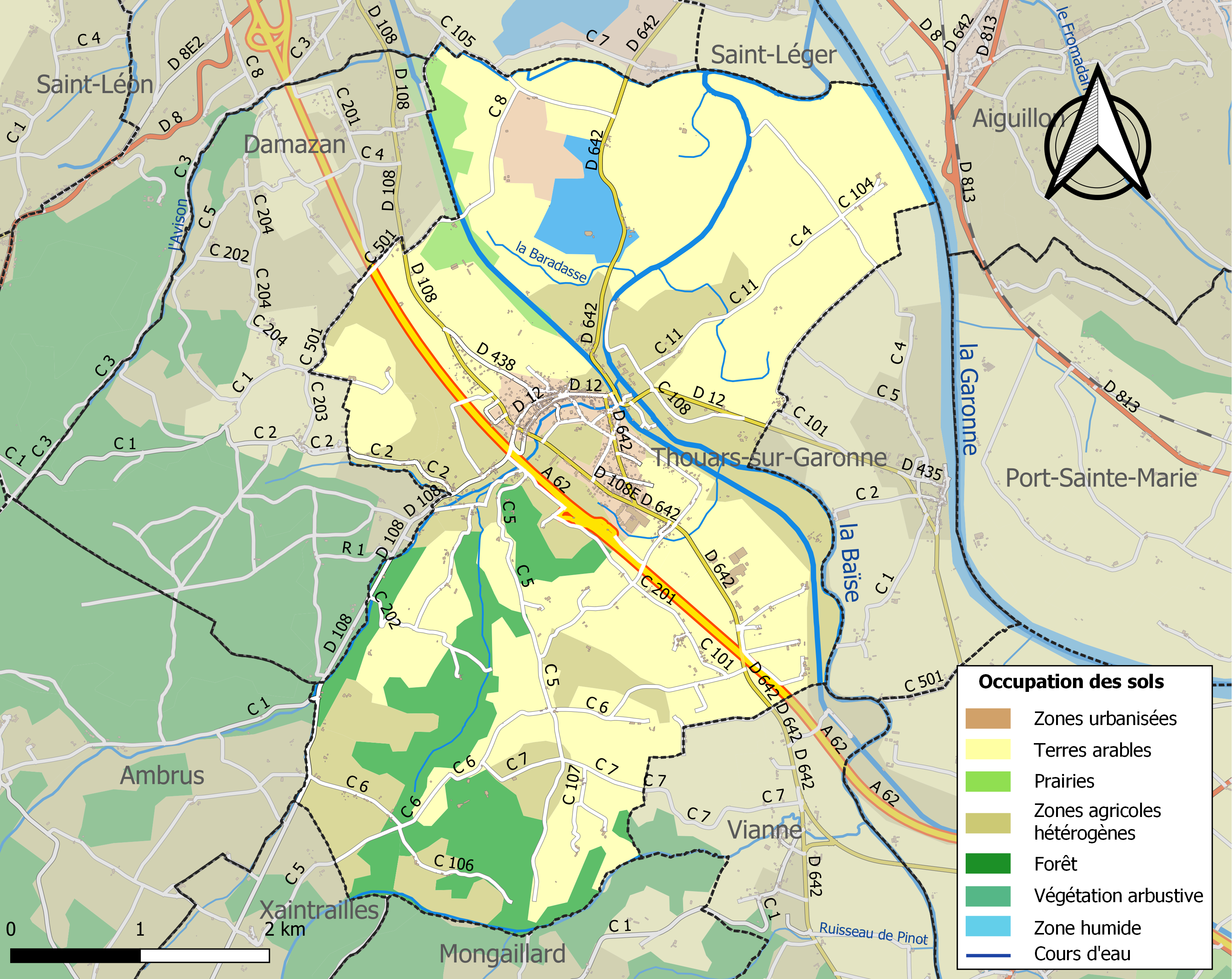
Carte des infrastructures et de l'occupation des sols de la commune en 2018 (CLC).

L'occupation des sols de la commune, telle qu'elle ressort de la base de données européenne d’occupation biophysique des sols Corine Land Cover (CLC), est marquée par l'importance des territoires agricoles (81,8 % en 2018), en diminution par rapport à 1990 (87,6 %). La répartition détaillée en 2018 est la suivante : 
terres arables (31,4 %), cultures permanentes (24,6 %), zones agricoles hétérogènes (23,9 %), forêts (11,2 %), zones urbanisées (3,1 %), eaux continentales (2,3 %), prairies (1,9 %), mines, décharges et chantiers (1,5 %). L'évolution de l’occupation des sols de la commune et de ses infrastructures peut être observée sur les différentes représentations cartographiques du territoire : la carte de Cassini (XVIIIe siècle), la carte d'état-major (1820-1866) et les cartes ou photos aériennes de l'IGN pour la période actuelle (1950 à aujourd'hui).

### Risques majeurs
Le territoire de la commune de Buzet-sur-Baïse est vulnérable à différents aléas naturels : météorologiques (tempête, orage, neige, grand froid, canicule ou sécheresse), inondations, mouvements de terrains et séisme (sismicité très faible). Il est également exposé à deux risques technologiques, le transport de matières dangereuses et la rupture d'un barrage, et à un risque particulier : le risque de radon. Un site publié par le BRGM permet d'évaluer simplement et rapidement les risques d'un bien localisé soit par son adresse soit par le numéro de sa parcelle.

#### Risques naturels
Certaines parties du territoire communal sont susceptibles d’être affectées par le risque d’inondation par une crue à  débordement lent de cours d'eau, notamment la Garonne, le Canal latéral à la Garonne et la Baïse. La commune a été reconnue en état de catastrophe naturelle au titre des dommages causés par les inondations et coulées de boue survenues en 1982, 1988, 1990, 1992, 1999, 2009, 2014, 2019 et 2021,.
Les mouvements de terrains susceptibles de se produire sur la commune sont des affaissements et effondrements liés aux cavités souterraines (hors mines), des glissements de terrain et des tassements différentiels. Afin de mieux appréhender le risque d’affaissement de terrain, un inventaire national permet de localiser les éventuelles cavités souterraines sur la commune.

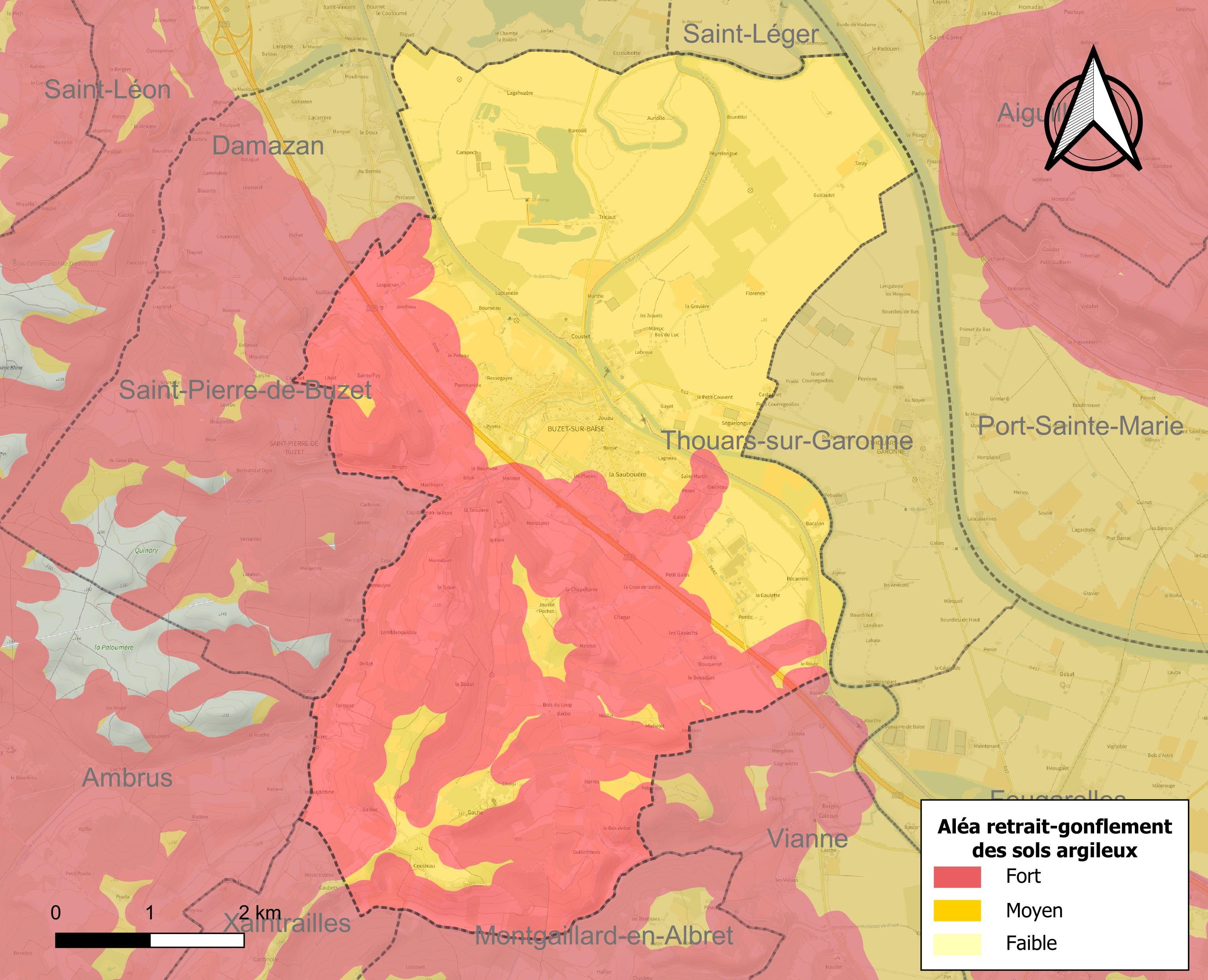
Carte des zones d'aléa retrait-gonflement des sols argileux de Buzet-sur-Baïse.

Le retrait-gonflement des sols argileux est susceptible d'engendrer des dommages importants aux bâtiments en cas d’alternance de périodes de sécheresse et de pluie. La totalité de la commune est en aléa moyen ou fort (91,8 % au niveau départemental et 48,5 % au niveau national). Depuis le 1er octobre 2020, en application de la loi ELAN, différentes contraintes s'imposent aux vendeurs, maîtres d'ouvrages ou constructeurs de biens situés dans une zone classée en aléa moyen ou fort,.
Concernant les mouvements de terrains, la commune a été reconnue en état de catastrophe naturelle au titre des dommages causés par la sécheresse en 1991, 2003, 2009 et 2017 et par des mouvements de terrain en 1999 et 2018.

#### Risque technologique
La commune est en outre située en aval des barrages de Grandval dans le Cantal et de Sarrans en Aveyron, des ouvrages de classe A. À ce titre elle est susceptible d’être touchée par l’onde de submersion consécutive à la rupture de cet ouvrage.

#### Risque particulier
Dans plusieurs parties du territoire national, le radon, accumulé dans certains logements ou autres locaux, peut constituer une source significative d’exposition de la population aux rayonnements ionisants. Selon la classification de 2018, la commune de Buzet-sur-Baïse est classée en zone 2, à savoir zone à potentiel radon faible mais sur lesquelles des facteurs géologiques particuliers peuvent faciliter le transfert du radon vers les bâtiments.

## Toponymie
Le sens du toponyme « Buzet » demeure assez obscur. Certains le rattachent au latin bucetum, désignant un pacage pour les bœufs, ou au latin buxum (bois ou buis). D'autres à l'occitan bosa (bouse) ou enfin à une dérivation d’un mot germanique désignant une gouttière, ou un petit canal (buse) ; c’est cette origine qui est privilégiée par J. Herbillon pour le nom de Buzet sur la commune de Floreffe en Belgique wallonne.
Pour E. Nègre, le toponyme Buzet pourrait dériver d’un nom de personne germanique, Bositto. Mais pour le Buzet de Pont-à-celles (Belgique), J. Herbillon pense qu’il dérive de Bullitiacum, la propriété de Bullitius (un document de 980 mentionne le nom de Bulien).
En ce qui concerne Buzet-sur-Baïse, l’origine sylvestre et donc latine pourrait être la plus probable, compte tenu de l’implantation des premières occupations humaines de l’époque romaine puis médiévale. C'est d'ailleurs cette origine qui semblerait correspondre aux six hameaux de communes du Sud-Ouest portant le nom de Buzet. Par conséquent, si cette étymologie peut-être privilégiée toutes les hypothèses restent ouvertes.

## Histoire
Le site de Buzet a été occupé depuis la période préhistorique. À l’époque romaine des villae (exploitations agricoles) étaient réparties sur la terrasse.
Au Moyen Âge, un bourg s’est développé autour du château, sur l’éperon rocheux qui domine la vallée du ruisseau de Bénac et la vallée de la Baïse.
Il y avait plusieurs châtelains (des co-seigneurs) qui possédaient chacun un bâtiment : pour l’un il reste la tour dans le parc du château actuel et pour l’autre un château à l’origine de type « gascon » qui correspond au corps de logis situé entre les deux tours du XVe siècle.
À la fin du Moyen Âge, il n’y avait plus qu’un seul seigneur qui a modernisé le château en lui ajoutant les deux tours puis une autre tour-escalier sur la façade sud et au XVIIIe siècle deux ailes aujourd’hui disparues. Ce sont les familles Flamarens, Beaumont puis Noailles qui jusqu’en 1929 ont occupé le château de Buzet (actuellement propriété de la Cave des Vignerons de Buzet).
Vraisemblablement à partir de la fin des guerres de religion, le petit hameau de vignerons situé au bord du ruisseau de Bénac (ruisseau de la Paix) s’est développé. Le bourg de Lagravère est progressivement devenu plus peuplé que le bourg du haut qui fut abandonné entre 1830 et 1860. Les châtelains ont d’ailleurs racheté toutes les maisons qui restaient ainsi que l’ancien hôtel de ville et l’église paroissiale pour créer un superbe parc paysager.
Les Buzéquais ont développé Lagravère en y bâtissant un nouvel hôtel de ville (1838), un presbytère (1858) et une église (terminée en 1858 et consacrée en 1862). C’est donc un village-rue aux maisons assez simples datant pour la plupart du XIXe siècle. Le creusement du canal latéral à la Garonne (inauguré en 1856) a quelque peu modifié le paysage de Buzet mais a surtout permis le développement des activités commerciales déjà importantes grâce à la Baïse.
L’activité principale a toujours été l’agriculture et en particulier la viticulture ce dont attestent les documents d’archives ainsi que la carte de Belleyme (fin du XVIIIe siècle). Il y avait également une intense activité de minoterie dans les différents moulins du ruisseau de Bénac mais surtout dans l’imposant moulin de la Baïse (qui appartenait à l’origine aux comtes de Flamarens). Au lendemain de la guerre de 1914-1918, il fut transformé en usine de crayons par des industriels belges (usine « Franbel ») et cette activité fit connaître Buzet dans toute la France durant l’entre-deux-guerres et jusque dans les années cinquante. Au début des années 1960, l’activité cessa et le bâtiment fut transformé en cellulose qui n’entra jamais en production. Depuis le site est à l'arrêt mais on y a maintenu une production d’électricité.
Il existe quelques jolis manoirs sur le territoire de la commune comme celui du Genthieu, sur la route de Damazan ou de Gache sur le coteau. Mais la puissance et la richesse des seigneurs de Buzet a, jusqu’au XXe siècle, écarté toute concurrence ! 
Buzet est désormais connu dans le monde entier grâce à la Cave des Vignerons qui a vu le jour dans les années cinquante par la volonté d’une poignée de viticulteurs ayant voulu s’affranchir de la tutelle des négociants. C’est une réussite autant qualitative que commerciale, au-delà des espérances de ses créateurs.
Buzet est devenue Buzet-sur-Baïse par décret du président de la République du 12 décembre 1921 malgré un premier refus, le conseil municipal, qui avait entamé la procédure au mois d'août, a obtenu gain de cause. Au lendemain de la Première Guerre mondiale, Buzet possède une usine de renommée nationale : la fabrique de crayons FRANBEL et on veut éviter que des commandes ou des courriers importants aboutissent à 140 km de leur destination (à Buzet en Haute-Garonne qui ne devient Buzet-sur-Tarn qu'en juin 1958).

### Buzet-sur-Baïse dans la guerre

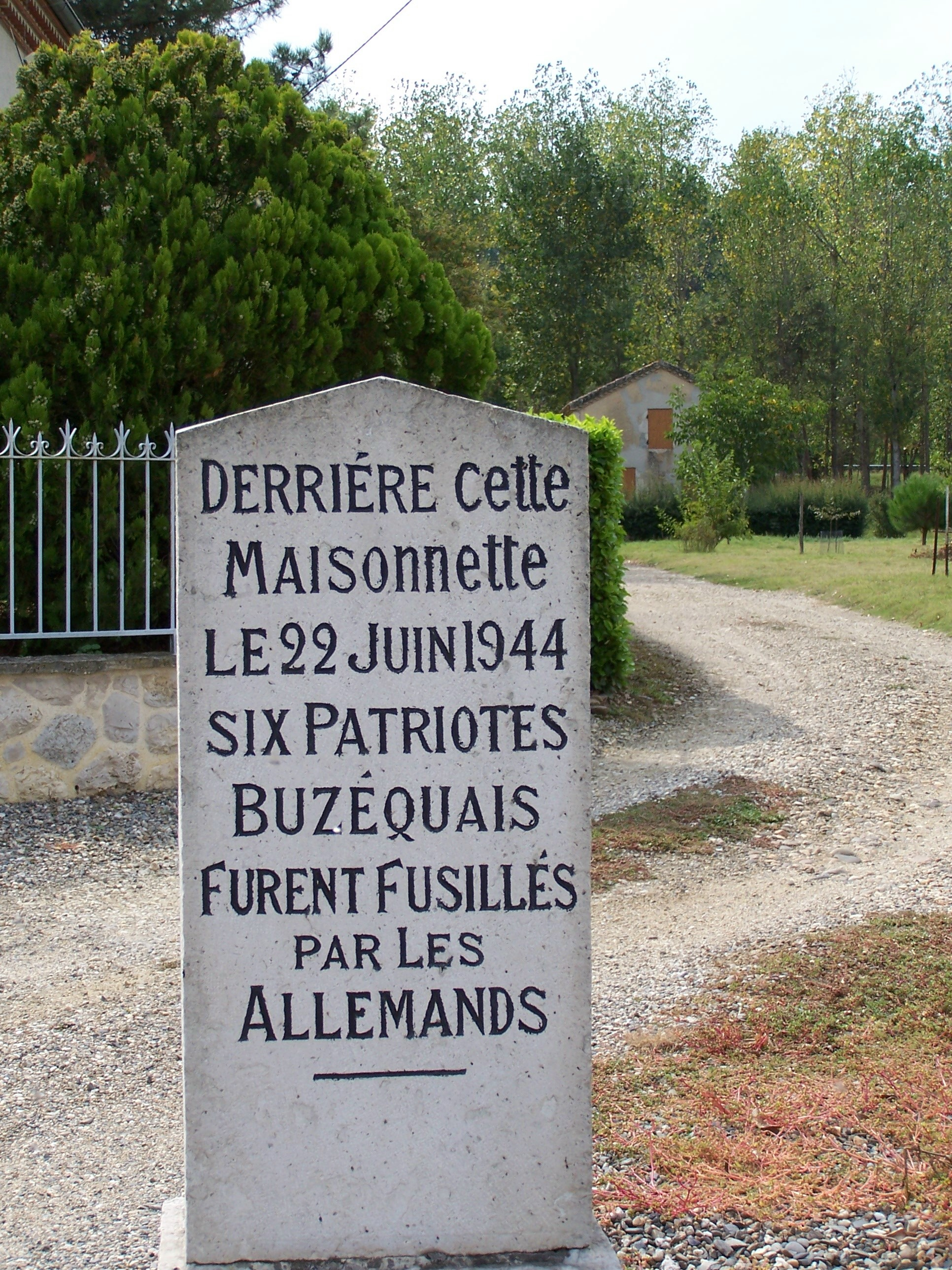
Stèle érigée au bord de la route à côté de la cabane où furent fusillés six buzéquais par les SS le 22 juin 1944

Comme vient de l'établir Jean-Pierre Koscielniak (dans son étude Les barbelés oubliés... Le camp de Buzet-sur-Baïse, Le Passage, MRLG, 2015), un camp, dénommé Centre de séjour surveillé pour indésirables, fut érigé en bordure du canal de juillet 1940 à février 1941. Il accueille des "prohitlériens", des défaitistes, des pacifistes mais surtout des communistes visés par le décret Daladier de novembre 1939. Parmi eux, d'anciens et futurs députés mais aussi le maire de Malakoff (Léon Piginnier), celui de Vitry-sur-Seine (Charles Rigaud) et plusieurs conseillers municipaux de Meaux. Les conditions de vie sont spartiates. À la fermeture de la structure, les internés sont évacués en Haute-Vienne (camp de Saint-Germain-les-Belles).
Le 22 juin 1944, les SS du régiment Deutschland stationnés à Aiguillon (Lot-et-Garonne) et qui avait un cantonnement au château de Buzet exécutaient six patriotes, comme le rapporte Jacques Brissaud dans son ouvrage Crimes de Guerre en Agenais. Les SS ont également tué cinq autres personnes entre le 22 juin et le 13 juillet. En avril, ils avaient arrêté trois membres d'une famille d'agriculteurs et leur employé, soupçonnés d'aider la résistance ; le fils fut tué en tentant de s'échapper (il a sauté dans la Garonne lors du transfert et fut mitraillé puis retrouvé noyé) et les trois autres disparurent en déportation.

## Héraldique
| Blason de Buzet-sur-Baïse | Blason  | Palé et contre-palé d'or et de gueules de six pièces. |
| Blason de Buzet-sur-Baïse | Détails | Le statut officiel du blason reste à déterminer.      |

Le blason de Buzet a été réalisé à la suite de la campagne d'enregistrement des armoiries consécutive à l'édit royal du 28 novembre 1696. Le 3 février 1697 les consuls de Buzet ont répondu à la sénéchaussée de Condom qu'il n'y avait que le seigneur qui avait des armoiries, "la communauté n'en a jamais eu ni n'en prétend avoir". Mais elle va être contrainte d'en adopter : l'année suivante, les armoiries de Buzet figurent dans l'armorial général d'Hozier (https://gallica.bnf.fr/ark:/12148/bpt6k1114668/f169.image). Comme 934 villes et 2 171 villages de France (mais seulement quelques villes et villages en Guyenne), Buzet a dû s'acquitter de ce nouvel impôt sur les armoiries.

## Politique et administration

### Liste des maires
| Période                                  | Période   | Identité           | Étiquette | Qualité                          |
| ---------------------------------------- | --------- | ------------------ | --------- | -------------------------------- |
| Les données manquantes sont à compléter. |           |                    |           |                                  |
|                                          |           |                    |           |                                  |
| 1944                                     | mars 1971 | René Dupouy        | Gaulliste | Viticulteur-négociant en vins    |
| mars 1971                                | mars 1989 | René Mayerus       | DVG       | Retraité de la police nationale  |
| mars 1989                                | mars 2001 | Victor Tintoni     |           | Retraité de la police nationale  |
| mars 2001                                | mars 2014 | Christian Marin    |           | Artisan                          |
| mars 2014 (réélu en mai 2020)            | En cours  | Jean-Louis Molinié |           | Professeur d'histoire-géographie |

## Démographie
L'évolution du nombre d'habitants est connue à travers les recensements de la population effectués dans la commune depuis 1793. Pour les communes de moins de 10 000 habitants, une enquête de recensement portant sur toute la population est réalisée tous les cinq ans, les populations de référence des années intermédiaires étant quant à elles estimées par interpolation ou extrapolation. Pour la commune, le premier recensement exhaustif entrant dans le cadre du nouveau dispositif a été réalisé en 2006.

En 2022, la commune comptait 1 246 habitants, en évolution de −3,93 % par rapport à 2016 (Lot-et-Garonne : −0,18 %, France hors Mayotte : +2,11 %).
| 1793  | 1800  | 1806  | 1821  | 1831  | 1836  | 1841  | 1846  | 1851  |
| ----- | ----- | ----- | ----- | ----- | ----- | ----- | ----- | ----- |
| 1 331 | 1 450 | 1 493 | 1 639 | 1 617 | 1 757 | 1 807 | 1 584 | 1 540 |

| 1856  | 1861  | 1866  | 1872  | 1876  | 1881  | 1886  | 1891  | 1896  |
| ----- | ----- | ----- | ----- | ----- | ----- | ----- | ----- | ----- |
| 1 514 | 1 509 | 1 591 | 1 602 | 1 646 | 1 716 | 1 583 | 1 535 | 1 512 |

| 1901  | 1906  | 1911  | 1921  | 1926  | 1931  | 1936  | 1946  | 1954  |
| ----- | ----- | ----- | ----- | ----- | ----- | ----- | ----- | ----- |
| 1 342 | 1 284 | 1 204 | 1 236 | 1 377 | 1 467 | 1 299 | 1 269 | 1 341 |

| 1962  | 1968  | 1975  | 1982  | 1990  | 1999  | 2006  | 2011  | 2016  |
| ----- | ----- | ----- | ----- | ----- | ----- | ----- | ----- | ----- |
| 1 264 | 1 453 | 1 345 | 1 317 | 1 353 | 1 236 | 1 238 | 1 301 | 1 297 |

| 2021  | 2022  | - | - | - | - | - | - | - |
| ----- | ----- | - | - | - | - | - | - | - |
| 1 251 | 1 246 | - | - | - | - | - | - | - |

## Économie
L’activité est dynamisée par la Cave des Vignerons de Buzet mais aussi le tourisme fluvial (Aquitaine Navigation), la transformation des semences de betteraves (KWS) et la tonnellerie (Tonnellerie Saint-Martin).

## Culture

### Patrimoine religieux

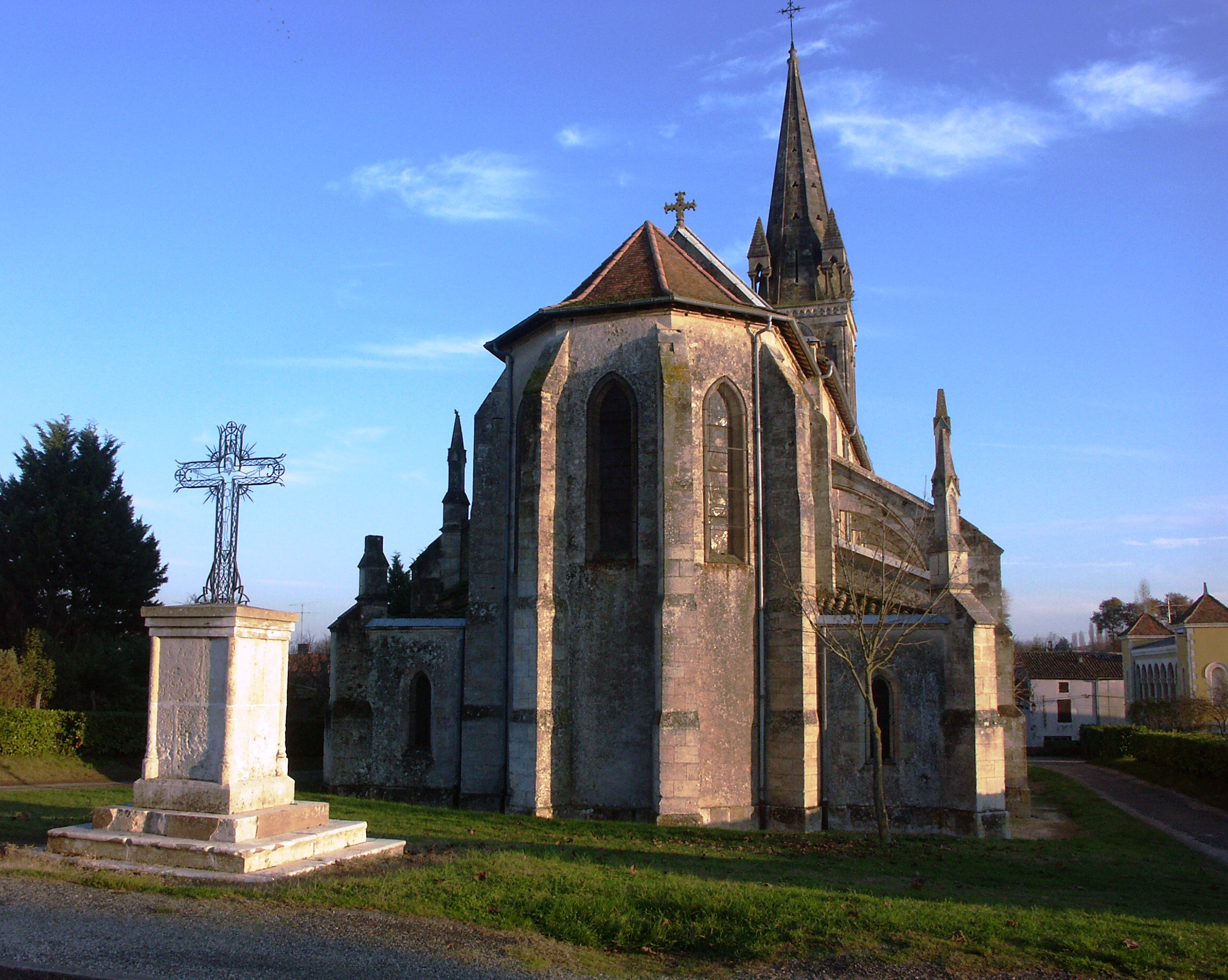
Église Notre-Dame de Buzet-sur-Baïse, côté nord

- L'église Notre-Dame de Buzet, symbole du village neuf (le bourg de Lagravère) a été construite entre 1856 et 1858, dans le style néo-gothique. Elle est l'œuvre de l'architecte Verdier, élève de Viollet-le-Duc. Elle fut consacrée officiellement en 1862. Elle est inscrite à l'Inventaire général du patrimoine culturel[39].
- La chapelle du château[40], est l'ancienne église paroissiale Notre-Dame-de-Buzet. Elle daterait du premier quart du XVIe siècle mais aurait été construite sur des bases du XIIIe siècle. Elle a des ressemblances avec l'église de Laplume (datée 1511-1541) et avec la chapelle de Flamarens (terminée en 1546). Les Grossolles-Flamarens étaient seigneurs de Buzet à cette époque : Georges d'Hozières qui était au service de la famille aurait pu en établir les plans. Elle était au cœur du village lorsque celui-ci se situait à côté du château seigneurial. En 1849, une partie de la voûte s'est effondrée et elle fut désaffectée. Les châtelains l'ont rachetée et ont transformé le porche du clocher en chapelle privée, la nef restant à ciel ouvert. Elle est inscrite à l'Inventaire général du patrimoine culturel[41].

### Patrimoine civil

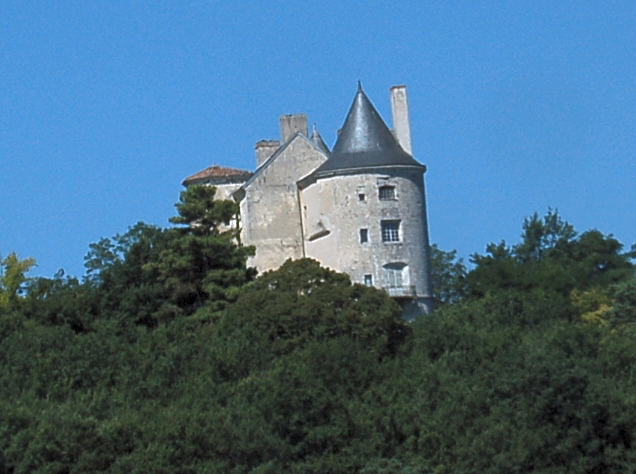
Le château de Buzet.

- Le château des seigneurs de Buzet (XIIIe-XVIIIe) est une propriété privée, il a été acheté en 2018 par la Cave des vignerons de Buzet. Il est le cœur du bourg castral du vieux Buzet qui fut établi sur l'éperon rocheux jusqu'au XIXe siècle.
- La double écluse de descente en Baïse, située entre le canal de Garonne (appellation actuelle) et la Baïse, permet depuis 1852 de relier le canal latéral à la Garonne au réseau fluvial du Sud-Ouest (Baïse, Garonne à Saint-Léger, Lot par le Canalet à partir de Nicole). Elle fit de Buzet un nœud fluvial à partir de l'achèvement du canal latéral (1856). C'est pour cette raison qu'un port fluvial destiné au tourisme a été construit à cet endroit sur le canal et inauguré en 2001.
- Le pont canal sur la Baïse.
- Le pont sur la Baïse, inauguré le 2 août 1931, a été construit par l'entreprise Limousin sur des plans de l'ingénieur Gaston Le Marec. Il est de type Bow String à tablier suspendu en béton armé. Il a remplacé un pont suspendu qui datait de 1838 et qui avait été édifié par l'entreprise Seguin Frères. Le seul pont suspendu du XIXe siècle conservé sur la Baïse est celui de Vianne.
- L' usine de cellulose de Buzet est un édifice industriel de production de pâte à papier construit par l'architecte Knockaert, de Villeneuve-sur-Lot, qui au lendemain de la Seconde Guerre mondiale a été chargé de transformer l'usine de crayons Franbel (Compagnie Franco-belge de crayons). Cette dernière avait été fondée par l'industriel Maurice Faber dont l'épouse était originaire d'Agen, en rachetant en 1919 le site du Moulin de Buzet dont l'existence est attestée au XIIe siècle, pour construire en 1921 une usine qui produisait cinquante millions de crayons chaque année, employant jusqu'à trois cent personnes, puis qui ferme en 1956. En 1960, des investisseurs créent la Société anonyme La Cellulose de Buzet, rachètent le site et font construire l'usine qui ne fonctionnera pratiquement jamais en raison de mauvais choix techniques et économiques conduisant à la cessation de l'activité en 1966, puis à la vente en 1970 des machines à une entreprise indonésienne[42].

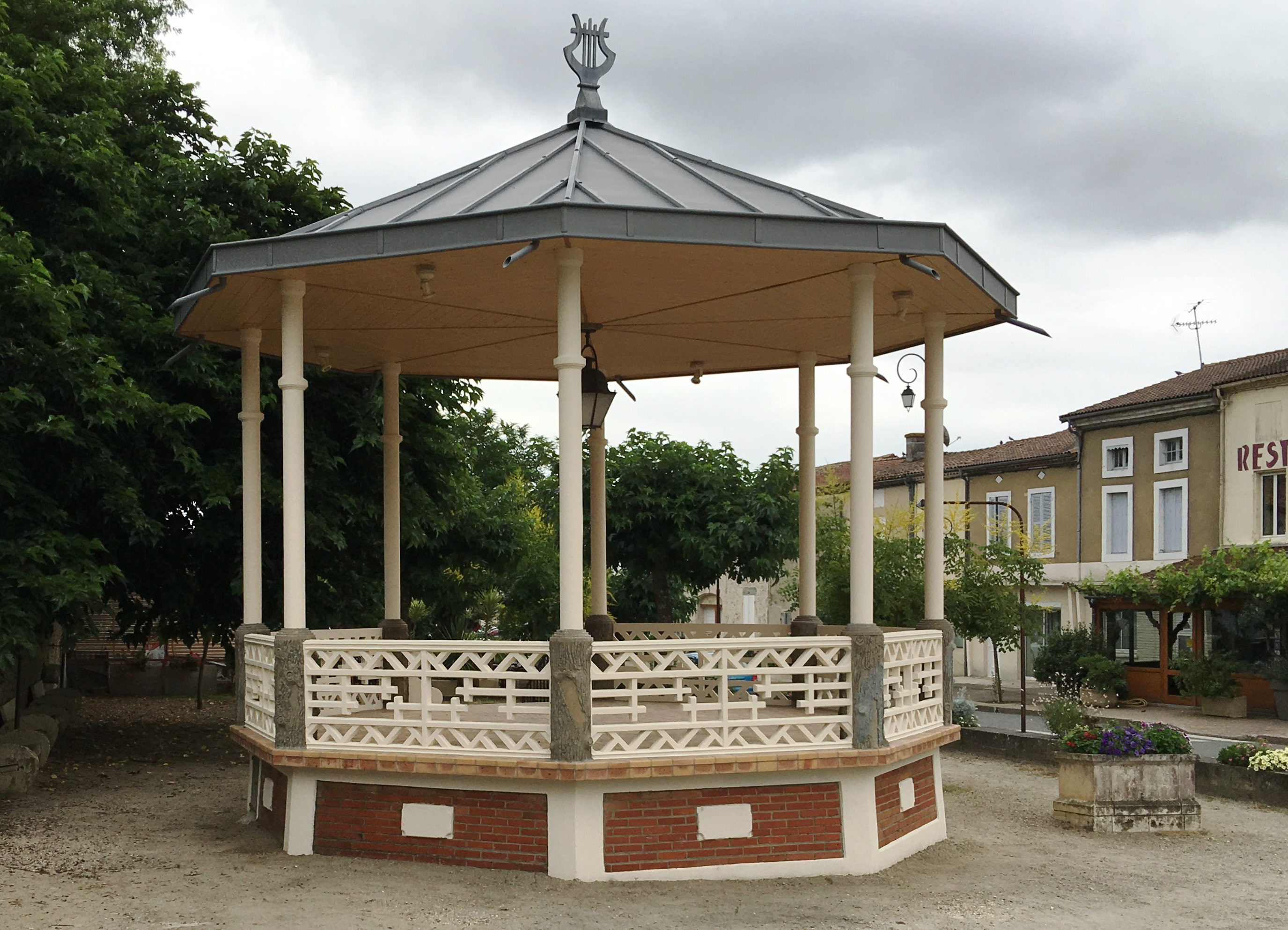
Kiosque de Buzet-sur-Baïse (2016)

- Le kiosque à musique, situé à proximité de la place, est lié à l'histoire de l'orchestre d'harmonie locale « Les enfants de Buzet » créée en 1912 (en activité jusqu'en 2009) qui dès ses débuts en avait souhaité l'édification car ce type de construction était très en vogue à l'époque (le kiosque du Gravier à Agen date de 1896). Au lendemain de la Première Guerre mondiale l'idée est reprise mais il faut plus de 10 ans pour que la municipalité autorise l'harmonie à lancer une souscription à cet effet, le 6 novembre 1932, et il est inauguré un an plus tard, en 1933. Il a une architecture caractéristique de ce type d'édifice : polygonale (octogone) à piliers ronds, soubassement en briquettes apparentes, plateforme avec balustrade imitant le bois, son toit est surmonté d'une lyre en zinc. Il a été rénové par la commune en 2016.
- La cave des vignerons de Buzet a été inaugurée le 11 septembre 1955. Elle était à l'époque appelée "cave coopérative". Ses plans ont été réalisés par l’architecte Ladousse et elle a été construite par l’entreprise Estève de Castelnaudary.

## Images

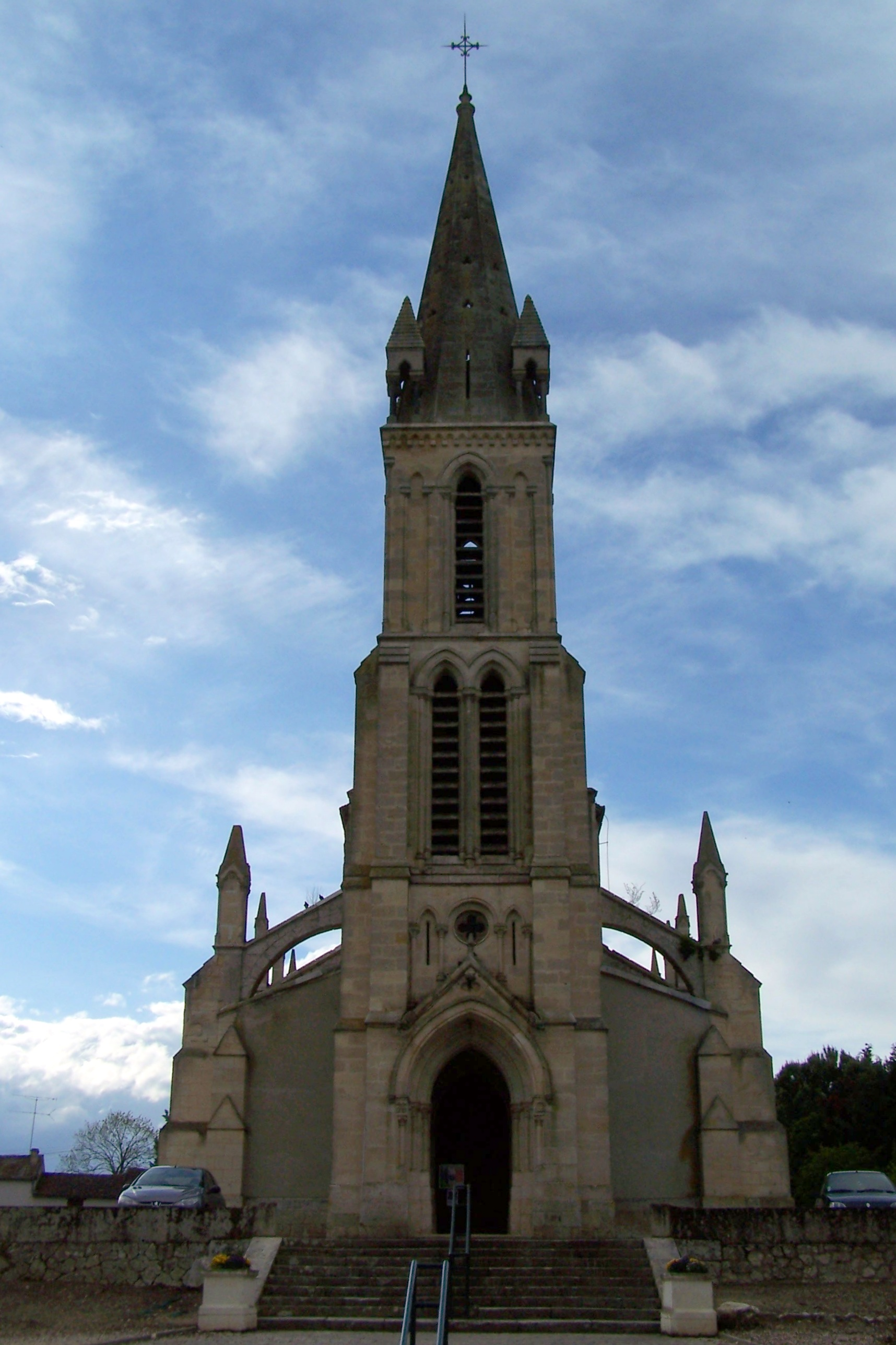
L'église Notre-Dame.
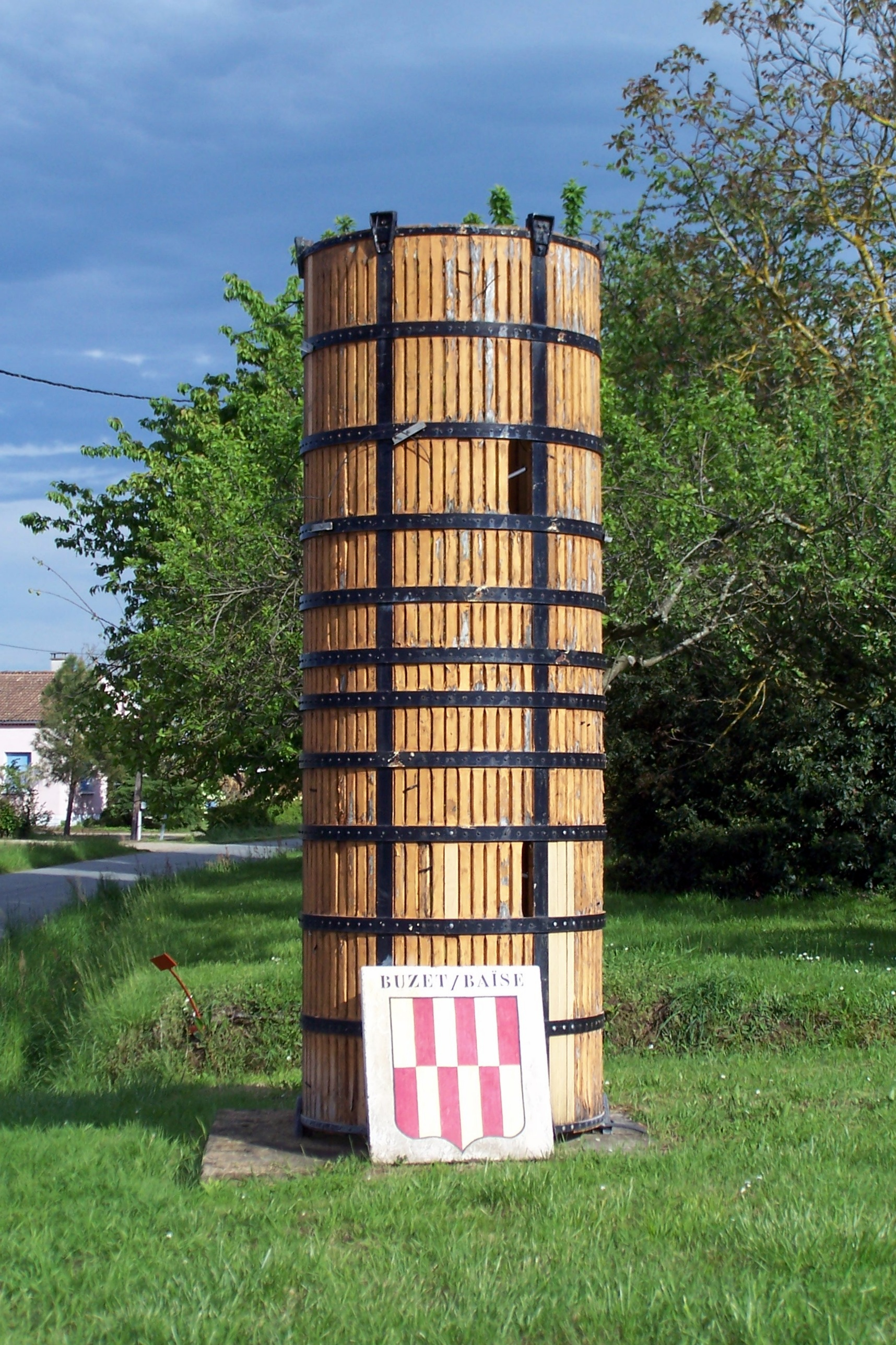
Entrée du village à l'ouest.
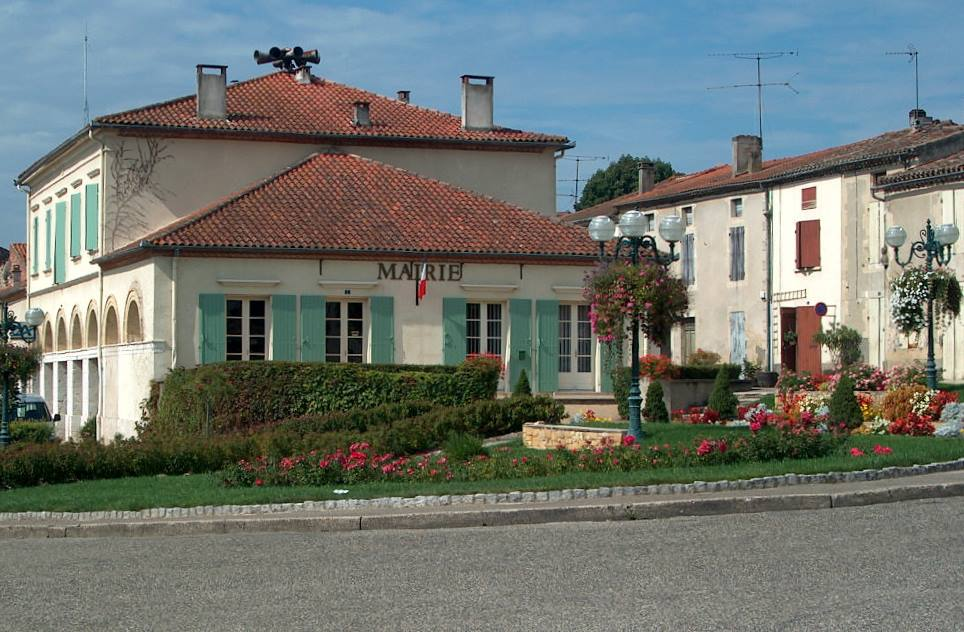
Mairie, façade sud-est
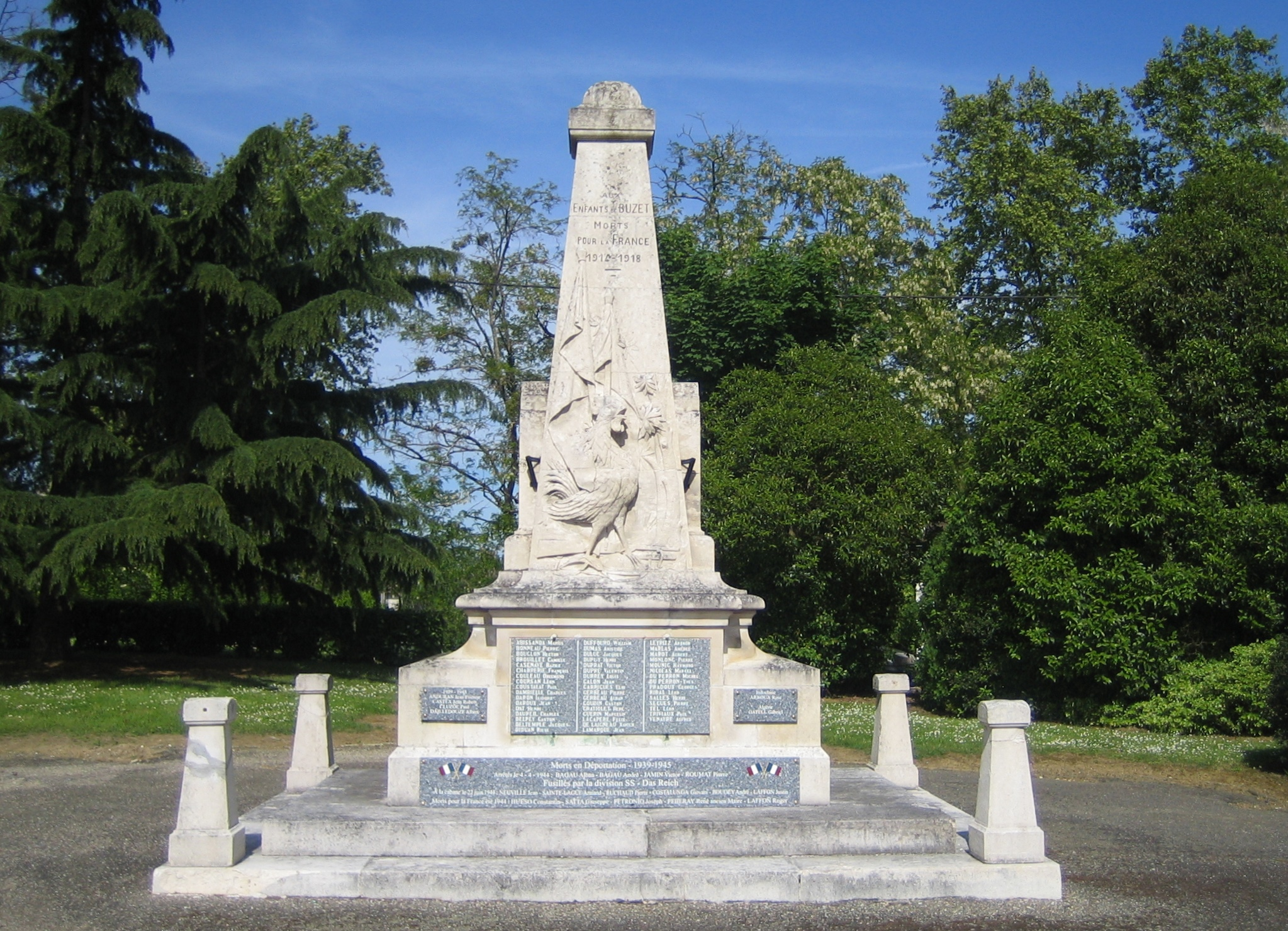
Monument aux morts de 1921.
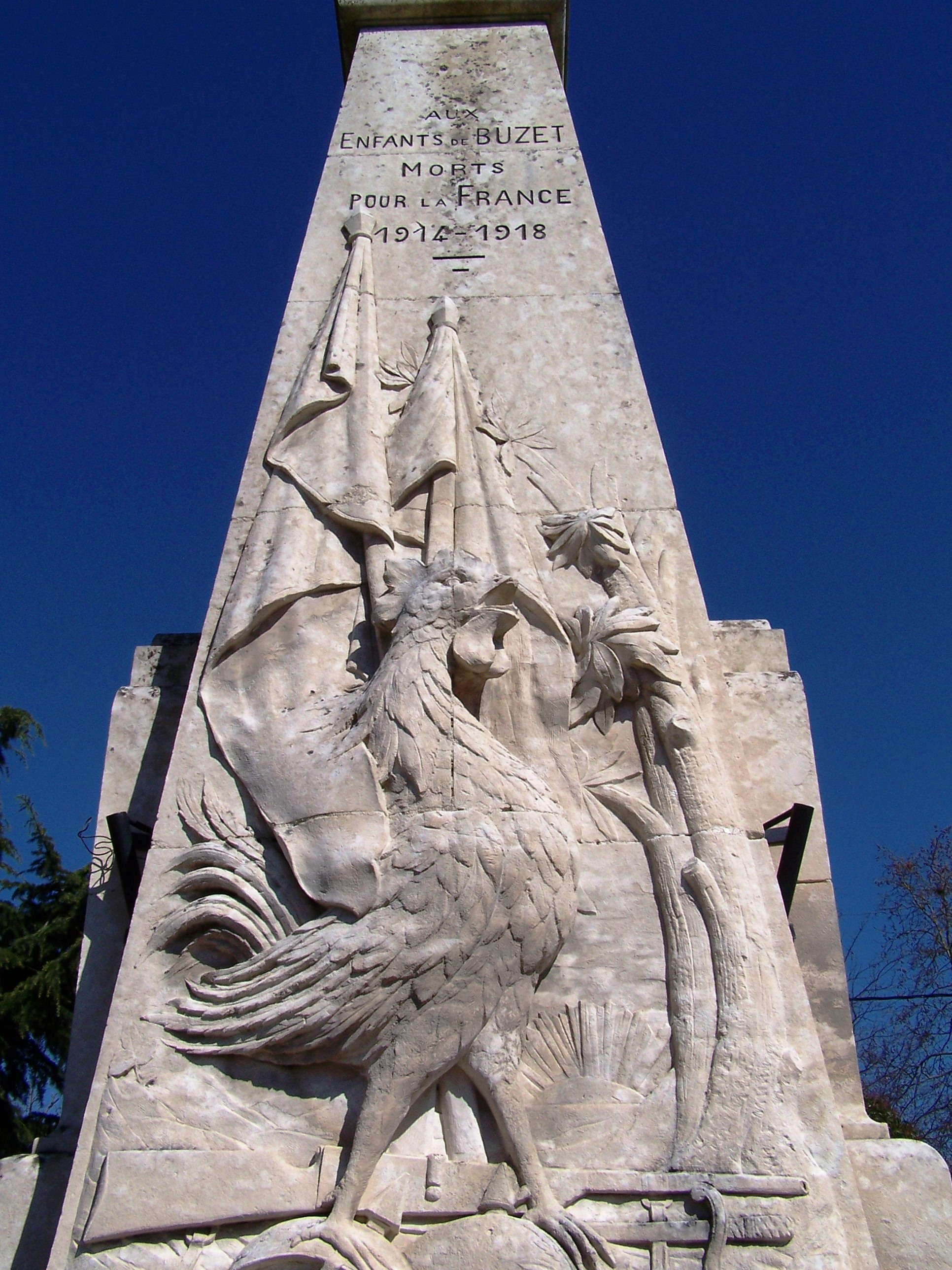
Coq gaulois en bas-relief du monument aux morts.

## Personnalités liées à la commune
- Yoland Cazenove (1914-2009), céramiste mondialement reconnu, est né et a vécu dans la ferme Campech (actuelle S.G.C Sté Granulats Condomois)  jusqu'en 1947[43]. Ses parents Georges et Cécile Cazenove et sa première femme Victoria Albentosa sont inhumés au cimetière municipal. Sa vie de cultivateur à Buzet-sur Baïse a profondément marqué son œuvre[43].
- Jean-Baptiste-Vincent Laborde[44] : docteur en médecine et éminent physiologiste né à Buzet le 4 décembre 1830 dans le quartier du Padouen. Son père était marchand de biens. Il fut étudiant à la faculté de Paris et obtint son doctorat en médecine en 1864. Il mena une carrière universitaire parisienne et consacra sa vie à la recherche. Il fut membre de l’Académie de médecine. Ses travaux furent reconnus en physiologie humaine et animale (et en particulier le système nerveux central), domaine dans lequel il s’est révélé un grand expérimentateur. Sa curiosité scientifique l’a poussé à étudier également la pharmacologie, la toxicologie et l’hygiène publique (viandes avariées et parasitées, alcoolisme…). Il est attaché à la République et c’est un ami de Gambetta auquel il a consacré une « biographie psychologique ». Il était convaincu de la « prédisposition organique héréditaire » et il a publié en 1872 un opuscule intitulé Les Hommes et les actes de l’insurrection de Paris devant la psychologie morbide. Il décède en avril 1903 après avoir présenté à l’Académie de médecine, dans le cadre de la lutte antialcoolique, un rapport sur la toxicité des essences utilisées pour préparer certaines liqueurs et apéritifs.
- Maurice Luxembourg[45] : professeur agrégé d’histoire et géographie né à Lectoure le 9 mars 1909 et mort à Agen le 10 juin 1970. Il repose au cimetière de Buzet-sur-Baïse. Il s’était marié avec Odette Dastros, fille du notaire de Buzet, où il s’est ensuite fixé. Il fut professeur au lycée Bernard-Palissy d'Agen dont il devint le proviseur. Il fut secrétaire perpétuel de la Société académique d’Agen et premier adjoint au maire d’Agen. Brillant universitaire, il publia de nombreux travaux, sur le Lot-et-Garonne, sur Agen et sur Buzet et sa région. Il fut en particulier à l’origine de la revue Les Amis des côtes de Buzet (devenue par la suite Revue des amis du Buzet), publiée sous l’égide des Vignerons de Buzet entre 1963 et 2003 où ont été publiées les monographies des 27 communes de l'appellation Buzet.